# Hecatera postnigrescens
Hecatera postnigrescens là một loài bướm đêm trong họ Noctuidae.